# 9月
9月是公历年中的第九个月，是小月，共有30天。
- 在北半球，9月是秋季的第一个月，本月节气：白露、秋分；在南半球，9月是春季的第一个月。
- 在英文中，9月（September）源自拉丁语September，意为第七个月，因加入1、2月而後移，在月曆上的簡寫為Sep.或Sept.。
- 日本的九月有很多別名，如「長月」、「稻刈月」、「寢覺月」等。
- 在台灣，九月底泛指九月最後一天

## 9月的節日/紀念日

### 日期固定
- 9月3日：中国人民抗日战争胜利纪念日暨世界反法西斯战争胜利纪念日（中华人民共和国）
- 9月3日：軍人節（ 中華民國）[1]
- 9月7日：烏克蘭軍事情報日
- 9月8日：聖母聖誕（天主教）
- 9月10日：教师节（中华人民共和国）
- 9月16日：马来西亚日（马来西亚）
- 9月19日：國際海盜模仿日
- 9月21日
  - 國際失智症日
  - 聖瑪竇日（天主教）
  - 國家防災日（ 中華民國）[2]
- 9月28日：孔子诞辰日暨教師節（中華民國）
- 9月29日：聖彌額爾，聖加俾額爾及聖辣法爾天使日（天主教）
- 9月30日
  - 国际翻译日
  - 全国真相与和解日（加拿大）
  - 烈士纪念日（中华人民共和国）

### 日期不固定
- 9月第一個星期一：勞動節（美国、加拿大）
- 9月第三个星期一：敬老之日（日本）
- 9月第三个星期二：国际和平日
- 9月第三个星期六：全民国防教育日（中华人民共和国）
- 9月第三個週六及週日：古蹟日[3]
- 9月第三個週末：世界清潔日
- 9月第四个星期日：国际聋人节
- 9月最后一个星期日
  - 世界心脏日
  - 世界海事日
- 9月23日前後：秋分之日（日本）

## 其它
- 每年9月為蘋果公司推出新一代iPhone系列產品的時期。
- 9月是許多國家的新學年度啟始之時期
- 9月跟12月的首周星期位置相同
- 9月的星座有處女座（8/23~9/22）和天秤座（9/23~10/23）
- 在平年，9月开始、12月于翌年6月一个星期的同样一天。
- 在閏年，9月开始、12月、于翌年3月與11月于一个星期的同样一天。